# Jeff Musso
Pour les articles homonymes, voir Musso.
Joseph César Musso dit Jeff Musso, né le 21 octobre 1907 à La Ciotat et mort le 13 mars 2007 à Sarcelles, est un réalisateur de cinéma français.

## Biographie
Jeff Musso n'était pas destiné au cinéma. Il commence à apprendre le violon à l'âge de six ans auprès de Zino Francescatti, violoniste virtuose de Marseille. Il participe à plusieurs concerts en particulier à Toulon. Un  problème d'épaule l'oblige à abandonner les concerts, mais il reste compositeur.

## Débuts dans le cinéma
En 1936, il vient au cinéma comme spécialiste de l'enregistrement sonore et de la musique de films. Il commence un documentaire sur la vie de Francescatti, les images existent encore. Il part aux Antilles pour tourner un autre documentaire.
Sur le bateau, il rencontre l’écrivain irlandais Liam O'Flaherty qui était le cousin de John Ford et qui venait de tourner Le Mouchard à Hollywood. Les deux hommes sympathisent et décident d’adapter un des romans de l’écrivain pour en faire un film : Le Puritain. La coopération s’installe entre eux et se retrouvant à Paris, ils travaillent à l’adaptation de cette intrigue sur le comportement d’un criminel qui essaie de justifier un meurtre par des raisons morales alors qu’il est un refoulé sexuel.
Jeff  Musso écrit la musique et réalise le film en 1937, en distribuant Jean-Louis Barrault, Pierre Fresnay, Viviane Romance, Mady Berry, Jean Tissier, Alexandre Rignault, pour le compte des films Derby. C'est un coup de maître, car Le Puritain, film d'auteur, reçoit le prix Louis-Delluc.
Après ce succès, Musso et O'Flaherty décident de mettre en images un autre roman, «L’Âme sombre» et pensent donner le premier rôle à Marlène Dietrich qui donne son accord. Le projet est arrêté par la déclaration de guerre.
Ils adaptent alors un autre roman, Mr Gilhooley, sous le titre de Dernière Jeunesse. Le film est produit par André Paulvé et tourné dans les studios Scalera en Italie. 
Jeff Musso le réalise. Raimu, Pierre Brasseur, Jacqueline Delubac l'interprètent. Le film est terminé mais l’Italie entre en guerre et Jeff Musso doit rentrer en France et se retrouve bloqué en zone libre.
Il tourne malgré tout des séquences dans le maquis.
En 1945, il décide de faire un film sur la Résistance avec Jean Darcante, Raymond Bussières, Jeanne Manet, Jean-Pierre Mocky, Vive la liberté, malgré l'opposition de certains membres du comité de libération du cinéma français mais le 28 avril lors du tournage un événement dramatique compromet le film. [réf. nécessaire] Il entre désormais en défaveur. Il lui fut reproché à l'époque d'avoir utilisé Jean Darcante, acteur ayant doublé le Juif Suss dans le film du même nom. Ce qui énervait Claude Chabrol...

## Jeff Musso après la guerre
En 1950 il monte une coproduction franco italienne pour tourner aux Antilles Robinson Crusoé avec l'acteur Georges Marchal. La société de production italienne fait faillite, le film est arrêté. Après dix ans de procédure judiciaire Amasi Damiani rachète le film et le termine. Il sort en 1962.
Désabusé par ces conflits, attristé  par la mort de sa femme, Jeff Musso répond à l’invitation d’un ami producteur de venir le rejoindre au Pérou. Il tourne alors de nombreux documentaires sur ce pays.

## Derniers films
En 1980, il revient à la réalisation de long métrage par « La brigade blanche ». En 1986, il réalise une coproduction américano-péruvienne « Le soleil des morts ». En 1988, il rentre à la Ciotat et rencontre le réalisateur de PMAvision, Pierre Rémy avec lequel il collabore sur de nombreux projets et lui laisse un témoignage audiovisuel de son passé.
En 1991, il est sur un projet de série provençale et réalise un pilote « Le testament de tante Petugue ». En 1993, il est président d'honneur du festival Raimu à Cogolin. En 1994, il est à New York chez Daniel Barrientos pour réaliser un court métrage avec Martha Crosby.
Il meurt le 13 mars 2007.

## Filmographie
- 1937 : Le Puritain
- 1938 : Feux de joie – de Jacques Houssin avec René Lefèvre
- 1939 : Dernière Jeunesse avec Raimu
- 1944 : Vive la liberté avec Raymond Bussières
- 1948 : La Dynastie des N'Guyen  (documentaire)
- 1951 : Le Naufragé du Pacifique (El naufragio del Pacifico) - avec Georges Machal (+ scénario)
- 1965 : Le Golf enchanté (court-métrage)
- 1970 : Le Soleil d'Ayacucho (documentaire)
- 1970 : Le Pérou (documentaire) (documentaire)
- 1971 : La Science et la santé (documentaire)
- 1972 : Les Incas (documentaire)
- 1974 : Le Musée de l'or (scénario) (documentaire)
- 1975 : El caballo de Paso (documentaire)
- 1980 : La Brigade blanche (adaptation & scénario) (documentaire)
- 1986 : Le Soleil des morts (adaptation, scénario, musique) (documentaire)